# Alfred Bucherer
Alfred Heinrich Bucherer (9. července 1863, Kolín nad Rýnem – 16. dubna 1927, Bonn) byl německý fyzik, známý pro své experimenty s relativistickou hmotností. Jako první použil výraz „teorie relativity“ pro Einsteinovu teorii speciální relativity.

## Vzdělání
Mezi roky 1884 a 1899 studoval na Univerzitě v Hannoveru, na univerzitě Johnse Hopkinse, University of Strassburg, Lipské univerzitě a na Univerzitě v Bonnu. V Bonnu se habilitoval (1899) a vyučoval tam až do roku 1923.
V roce 1903 Bucherer zveřejnil první německy psanou knihu, která byla zcela založena na vektorovém počtu.

## Teorie relativity
Podobně jako Henri Poincaré (1895, 1900) i Bucherer (1903) věřil v platnost principu relativity, tj. že všechny popisy elektrodynamických jevů by měly obsahovat pouze relativní pohyb těles, ne éteru. Nicméně šel o krok dále a dokonce předpokládal, že neexistence éteru. Na základě těchto myšlenek vytvořil v roce 1906 teorii zahrnující předpoklad, že geometrie prostoru je riemannovská. Ale teorie byla nejasně formulována a v roce 1908 ukázal Walter Ritz, že Buchererova teorie vede k nesprávným závěrům s ohledem na elektrodynamiku. A na rozdíl od Alberta Einsteina, nechtěl propojit odmítnutí éteru s relativitou prostoru a času.
V roce 1904 vyvinul teorii elektronů, ve které se elektrony smršťovaly v linii pohybu a rozšířovaly kolmo k ní. Nezávisle na něm vyvinul velmi podobný model Paul Langevin v roce 1905. Buchererův–Langevinův model byl alternativou k elektronovým modelům:
- Hendrika Lorentze (1899), Henri Poincarého (1905, 1906) a Alberta Einsteina (1905), ve kterém jsou elektrony vystaveny kontrakci délek bez expanze v opačném směru
- Maxe Abrahama, v němž je elektron rigidní.

Všechny tři modely předpověděly zvýšení hmotnosti elektronu, pokud se jejich rychlost blíží rychlosti světla. Buchererův–Langevinův model byl rychle opuštěn, takže někteří experimentátoři se snažili rozlišovat mezi Abrahamovou teorií a Lorentzovou–Einsteinovou teorií experimenty. To bylo provedeno Walterem Kaufmannem (1901–1905), který věřil, že jeho experimenty potvrdily Abrahamovu teorii a vyvrátily Lorentzovu–Einsteinovu teorii. Ale v roce 1908 provedl Bucherer některé podobné experimenty a získal výsledky, které potvrzovaly Lorentzovu–Einsteinovu teorii a princip relativity. S výjimkami, jako byl Adolf Bestelmeyer, s nímž Bucherer polemizoval, byly jeho experimenty považovány za rozhodující. Ale v roce 1938 bylo prokázáno, že všechny tyto experimenty, Kaufmannův, Buchererův, Neumannův a jiné, ukázaly pouze kvalitativní nárůst hmotnosti, ale byly příliš nepřesné, aby mohly rozlišit mezi různými modely. Až v roce 1940 byla podobná experimentální zařízení dostatečně přesná, aby potvrdila Lorentzův–Einsteinův vzorec.
Bucherer byl první, kdo v roce 1906 použil, během některé kritické poznámky na Einsteinovu teorii, výraz „Einsteinova teorie relativity“ („Einsteinsche Relativitätstheorie“). To bylo založeno na Planckově pojmu „relativní teorie“ pro Lorentzovu–Einsteinovu teorii. A v roce 1908 Bucherer sám odmítl svou vlastní verzi principu relativity a přijal „Lorentzovu–Einsteinovu teorii“.
Později (1923, 1924), Bucherer kritizoval obecnou teorii relativity v některých pracích. Tato kritika však byla odmítnuta, protože Bucherer nesprávně vyložil Einsteinovu hypotézu ekvivalence.

## Publikace
- Bucherer, A. H. Die Wirkung des Magnetismus auf die electromotorische Kraft. Annalen der Physik. 1896, s. 564–578. doi:10.1002/andp.18962940710. Bibcode 1896AnP...294..564B.
- Bucherer, A. H. Nachtrag zu: Die Wirkung des Magnetismus auf die electromotorische Kraft. Annalen der Physik. 1896, s. 735–741. doi:10.1002/andp.18962951208. Bibcode 1896AnP...295..735B.
- Bucherer, A. H. Berichtigung zu "Magnetismus und electromotorische Kraft". Annalen der Physik. 1897, s. 807. doi:10.1002/andp.18972970814. Bibcode 1897AnP...297..807B.
- Bucherer, A. H. Ueber osmotischen Druck. Annalen der Physik. 1898, s. 549–554. doi:10.1002/andp.18983000307. Bibcode 1898AnP...300..549B.
- Bucherer, A. H. Zur Theorie der Thermoelektricität der Elektrolyte. Annalen der Physik. 1900, s. 204–209. doi:10.1002/andp.19003081004. Bibcode 1900AnP...308..204B.
- Bucherer, A. H. Ueber das Kraftfeld einer sich gleichförmig bewegenden Ladung. Annalen der Physik. 1902, s. 326–335. doi:10.1002/andp.19023130606. Bibcode 1902AnP...313..326B.
- Bucherer, A. H. Berichtigung. Annalen der Physik. 1902, s. 496. doi:10.1002/andp.19023141015. Bibcode 1902AnP...314..496B.
- Bucherer, A. H. Über den Einfluß der Erdbewegung auf die Intensität des Lichtes. Annalen der Physik. 1903b, s. 270–283. doi:10.1002/andp.19033160604. Bibcode 1903AnP...316..270B.
- Bucherer, A. H. On a new Principle of Relativity in Electromagnetism. Philosophical Magazine. 1907, s. 413–421. doi:10.1080/14786440709463617.
- Bucherer, A. H. The Action of Uniform Electric and Magnetic Fields on Moving Electrons. Philosophical Magazine. 1907, s. 721. doi:10.1080/14786440709463650.
- Bucherer, A. H. Messungen an Becquerelstrahlen. Die experimentelle Bestätigung der Lorentz-Einsteinschen Theorie. Physikalische Zeitschrift. 1908, s. 755–762.
- Bucherer, A. H. On the Principle of Relativity and on the Electromagnetic Mass of the Electron. A Reply to Mr. Cunningham. Philosophical Magazine. 1908, s. 316–318. doi:10.1080/14786440809463774.
- Bucherer, A. H. Die experimentelle Bestätigung des Relativitätsprinzips. Annalen der Physik. 1909, s. 513–536. doi:10.1002/andp.19093330305. Bibcode 1909AnP...333..513B.
- Bucherer, A. H. Nachtrag zu meiner Arbeit: "Bestätigung des Relativitätsprinzips". Annalen der Physik. 1909, s. 1063. doi:10.1002/andp.19093341011. Bibcode 1909AnP...334.1063B.
- Bucherer, A. H. Antwort auf die Kritik des Hrn. E. Bestelmeyer bezüglich meiner experimentellen Bestätigung des Relativitätsprinzips. Annalen der Physik. 1909, s. 974–986. doi:10.1002/andp.19093351506. Bibcode 1909AnP...335..974B.
- Bucherer, A. H. Erwiderung auf die Bemerkungen des Hrn. A. Bestelmeyer. Annalen der Physik. 1910, s. 853–856. doi:10.1002/andp.19103381414. Bibcode 1910AnP...338..853B.
- Bucherer, A. H. Die neuesten Bestimmungen der spezifischen Ladung des Elektrons. Annalen der Physik. 1912, s. 597–598. doi:10.1002/andp.19123420311. Bibcode 1912AnP...342..597B.
- Bucherer, A. H. Gravitation und Quantentheorie. Annalen der Physik. 1922, s. 1–10. doi:10.1002/andp.19223730902. Bibcode 1922AnP...373....1B.
- Bucherer, A. H. Gravitation und Quantentheorie. II. Annalen der Physik. 1922, s. 545–550. doi:10.1002/andp.19223731403. Bibcode 1922AnP...373..545B.
- Bucherer, A. H. Die Rolle des Standorts in der Relativitätstheorie. Eine Antwort auf die Kritik des Hrn. A. Wenzl. Annalen der Physik. 1924, s. 397–402. Dostupné online. doi:10.1002/andp.19243780506. Bibcode 1924AnP...378..397B.
- Bucherer, A. H. Berichtigung zur Arbeit "Die Rolle des Standorts in der Relativitätstheorie". Annalen der Physik. 1924, s. 104. doi:10.1002/andp.19243790906. Bibcode 1924AnP...379..104B.